# Science-Fiction-Jahr 1901
Übersicht

◄◄ | ◄ | 1897 | 1898 | 1899 | 1900 | Science-Fiction-Jahr 1901 | 1902 | 1903 | 1904 | 1905 | ► | ►►

Weitere Ereignisse

## Neuerscheinungen Literatur
| Deutscher Titel                                                     | Deutschsprachiges Erscheinungsjahr | Originaltitel                          | Autor                     | Anmerkungen |
| ------------------------------------------------------------------- | ---------------------------------- | -------------------------------------- | ------------------------- | ----------- |
| Altneuland                                                          | –                                  | –                                      | Theodor Herzl             |             |
| Das Neue Weltreich. Ein Beitrag zur Geschichte des 20. Jahrhunderts | –                                  | –                                      | Siegfried Lichtenstaedter |             |
| Die Emanzipierten                                                   | –                                  | –                                      | Friedrich Wilhelm Mader   |             |
| Die ersten Menschen auf dem Mond                                    | 1905                               | The First Men in the Moon              | H. G. Wells               |             |
| Die Historien von Jean-Marie Cabidoulin                             | 1901                               | Les Histoires de Jean-Marie Cabidoulin | Jules Verne               |             |
| Die purpurne Wolke                                                  | 1982                               | The Purple Cloud                       | Matthew Phipps Shiel      |             |
| Eine Schlacht im Jahre 2002                                         | –                                  | –                                      | Josef Josefini            |             |
| In den Tagen des Menschensohnes                                     | –                                  | –                                      | Ernst Modersohn           |             |
|                                                                     |                                    | A Honeymoon in Space                   | George Griffith           |             |

## Neuerscheinungen Heftserien
- Aus dem Reiche der Phantasie, 10 Bände

## Geboren
- Otto Basil († 1983)
- Rudolf Brunngraber († 1960)
- Frank Belknap Long († 1994)
- John Collier († 1980)
- Heinrich Hauser († 1955)
- Freder van Holk (Pseudonym von Paul Alfred Müller; † 1970)
- Paul Alfred Müller († 1970)
- Ed Earl Repp († 1979)

## Gestorben
- Walter Besant (* 1836)
- Karl Friedrich Biltz (* 1830)